# Yannick Kamanan
Yannick Étienne Stanislas Kamanan (Saint-Pol-sur-Mer, 5 ottobre 1981) è un ex calciatore francese, di ruolo attaccante.

## Caratteristiche tecniche
Centravanti, può essere schierato anche come ala sinistra.

## Carriera

### Club
Ha giocato con varie squadre di club, prima di passare, nel 2009, in Turchia, al Sivasspor.

## Palmarès
- Coppa di Lega israeliana: 1

Maccabi Herzliya: 2006-2007